# Flemming Pedersen
Flemming Steen Pedersen (* 30. Juni 1963) ist ein dänischer Fußballtrainer. Gegenwärtig ist er für den FC Nordsjælland als Cheftrainer verantwortlich.

## Karriere
Flemming Pedersen war Trainer des Viertligisten Helsingør IF, bevor er beim FC Nordsjælland die Jugend übernahm. Im Sommer 2011 stieg er dort unter Kasper Hjulmand zum Co-Trainer der Profimannschaft auf. In seiner ersten Saison als Co-Trainer der Profimannschaft feierte Pedersen den überraschenden Gewinn der dänischen Meisterschaft. Im Sommer 2014 schloss sich Hjulmand als Cheftrainer dem 1. FSV Mainz 05 an und Flemming Pedersen folgte ihm. Am 17. Februar 2015 wurde Pedersen gemeinsam mit Cheftrainer Hjulmand und Keld Bordinggaard, dem anderen Co-Trainer, bei Mainz 05 freigestellt. Im Sommer 2015 wurde er Teil des Trainerstabs beim englischen Zweitligisten FC Brentford und übernahm ein halbes Jahr später die U21-Mannschaft des Klubs aus dem Stadtteil Brentford in London. Im Oktober 2016 kehrte Flemming Pedersen als Technischer Direktor zum FC Nordsjælland zurück. Zweieinhalb Jahre später wurde er nach dem Rücktritt von Kasper Hjulmand, der zwischenzeitlich erneut Trainer des FCN geworden war, Chefcoach des Klubs aus Farum in der Kopenhagener Peripherie.
Am 7. Januar 2023 gab der FC Nordsjælland bekannt, dass Flemming Pedersen mit sofortiger Wirkung als technischer Direktor fungiert und sein bisheriger Co-Trainer Johannes Hoff Thorup den Trainerposten übernimmt.